# دانیلو ویبه
دانیلو ویبه (انگلیسی: Danilo Wiebe؛ زادهٔ ۲۲ مارس ۱۹۹۴) بازیکن فوتبال اهل آلمان است.